# Korea Open 1997
Die Korea Open 1997 im Badminton fanden vom 20. bis zum 26. Januar 1997 im Seoul National University Gymnasium in Seoul statt. Das Preisgeld betrug 250.000 US-Dollar. Es war die 7. Auflage der Korea Open. Hauptsponsoren des Turniers war Samsung. Das Turnier hatte einen Sechs-Sterne-Status im World Badminton Grand Prix. 276 Spieler aus 16 Ländern nahmen am Turnier teil, welches von KSTV und STAR im Fernsehen übertragen wurde.

## Sieger und Platzierte
| Disziplin    | Gold                       | Silber                       | Bronze                                 |
| ------------ | -------------------------- | ---------------------------- | -------------------------------------- |
| Herreneinzel | Thomas Stuer-Lauridsen     | Park Sung-woo                | Yong Hock Kin                          |
| Herreneinzel | Thomas Stuer-Lauridsen     | Park Sung-woo                | Kim Hak-kyun                           |
| Dameneinzel  | Ye Zhaoying                | Gong Zhichao                 | Ra Kyung-min                           |
| Dameneinzel  | Ye Zhaoying                | Gong Zhichao                 | Dai Yun                                |
| Herrendoppel | Ha Tae-kwon Kang Kyung-jin | Cheah Soon Kit Yap Kim Hock  | Tony Gunawan Rudy Wijaya               |
| Herrendoppel | Ha Tae-kwon Kang Kyung-jin | Cheah Soon Kit Yap Kim Hock  | Lee Dong-soo Yoo Yong-sung             |
| Damendoppel  | Ge Fei Gu Jun              | Qin Yiyuan Tang Hetian       | Lisbet Stuer-Lauridsen Marlene Thomsen |
| Damendoppel  | Ge Fei Gu Jun              | Qin Yiyuan Tang Hetian       | Jang Hye-ock Park Soo-yun              |
| Mixed        | Liu Yong Ge Fei            | Jens Eriksen Marlene Thomsen | Tri Kusharyanto Minarti Timur          |
| Mixed        | Liu Yong Ge Fei            | Jens Eriksen Marlene Thomsen | Jang Hye-ock Yoo Yong-sung             |

## Finalergebnisse
| Disziplin    | Sieger                     | Finalist                     | Ergebnis          |
| ------------ | -------------------------- | ---------------------------- | ----------------- |
| Herreneinzel | Thomas Stuer-Lauridsen     | Park Sung-woo                | 15-12 15-10       |
| Dameneinzel  | Ye Zhaoying                | Gong Zhichao                 | 6-11, 12-10, 11-4 |
| Herrendoppel | Ha Tae-kwon Kang Kyung-jin | Cheah Soon Kit Yap Kim Hock  | 4-15, 15-3, 15-5  |
| Damendoppel  | Ge Fei Gu Jun              | Qin Yiyuan Tang Yongshu      | 15-10, 15-10      |
| Mixed        | Liu Yong Ge Fei            | Jens Eriksen Marlene Thomsen | 15-13, 15-5       |